# Kuwait Investment Authority
A Autoridade de Investimentos do Kuwait (KIA, na sigla em inglês para Kuwait Investment Authority) é o fundo de riqueza soberana do Kuwait, órgão gerenciador, especializado em investimentos locais e estrangeiros.
É o 6º maior fundo de riqueza soberana do mundo com ativos superiores a US $ 500 bilhões. É membro do Fórum Internacional dos Fundos de Riqueza Soberana e se inscreveu nos Princípios de Santiago sobre as melhores práticas na gestão de fundos soberanos.Foi criado em 1953 - o primeiro no mundo.

## Objetivos
É uma entidade de gestão, especializada em investimentos locais e estrangeiros. Foi fundada para administrar os fundos do Governo do Kuwait à luz do superávit financeiro após a descoberta do petróleo. Hoje, a KIA administra o Fundo de Reserva Geral do Kuwait, o Fundo das Gerações do Futuro do Kuwait, bem como quaisquer outros ativos comprometidos com o Ministério das Finanças.
O Conselho de Administração da KIA é liderado pelo Ministro das Finanças, com assentos atribuídos ao Ministro da Energia, ao presidente do Banco Central do Kuwait, ao Subsecretário do Ministério das Finanças e a outros cinco nacionais especialistas na área, dos quais 3 não devem possuir qualquer outro cargo público.
A KIA estima que tem mais de US$ 500 bilhões em ativos sendo um dos maiores fundos soberanos do mundo. O regulador chinês concedeu à KIA uma quota adicional de US$ 700 milhões em cima de US$ 300 milhões concedidos em março de 2012. A cota é a mais alta a ser concedida pela China a entidades de investimento estrangeiro.
A Autoridade de Investimento do Kuwait realiza suas operações através de várias subsidiárias distribuídas em todo o mundo, da qual a KIA é a empresa-mãe. Na Europa, o Escritório de Investimento do Kuwait (KIO) atua como subsidiária da KIA e está sediada em Londres.